# Fossil
Et fossil (af latin fossilis (= opgravet) afledt af fossa (= grøft, grav)  - eller en forstening) er bevarede rester eller spor af organismer fra en fjern fortid. Fossil bruges også som adjektiv ("fossile dyr" eller "fossile planter") og betyder uddøde arter. Dannelsen af fossiler kaldes fossilisation (= forstening). Videnskaben, der forsker i fossiler, kaldes palæontologi. Begrebet "forstening" eller "petrefakt" (af latin petra (= sten) og factum (= lavet)) har ikke samme betydning, da ikke alle fossiler er mineraliseret, men alligevel kan være en forstening.
Ifølge videnskabelige skøn opstod ca. en milliard dyre- og plantearter siden phanerozoikum for 541 millioner år siden, og mange uddøde igen. Lidt under 1 % af denne artrigdom anslås bevaret som fossiler, da det allermeste forvitrer pga. erosion, højt tryk og temperatur. I 1999 var omkring 250.000 fossile arter videnskabeligt beskrevet. Især havlevende dyr findes som forsteninger i skrænter, der er havbund, der ved landhævning er blevet til tørt land.
Den lille ø Fur i Limfjorden er kendt for sine skrænter med mange meget fine fossiler. Fotoet er fra Fur Museum. Det viser en uddød fisk, der levede i havet omkring Danmark. På Fur er skrænterne usædvanlige, da fint materiale har aflejret sig meget hurtigt. I leret, molér, er de fine detaljer i fossilerne bevaret. Selv fiskens skæl ses tydeligt. På museet findes også fossiler af insekter, fugle og padder. De fleste forsteninger er grovere i detaljerne. Det skyldes bl.a. at materialet først er blevet bevaret nogen tid efter dyrets død, så kun skeletdele og tænder er tilbage.
I Gram Lergrav er der fundet 18 meget sjældne fossiler af fortidshvaler. Selv i småsten ved stranden eller i perlegrus er der fossile dele; specielt nåle af søpindsvin og vættelys er almindelige.
Fossilerne i rav indeholder ofte små insekter. De er fanget i en klump harpiks. Harpiksen er endt i havet, og efter 30-50 millioner år er den omdannet til rav. Da dyret omsluttes af harpiks med det samme, standses nedbrydningsprocesserne og ravfossiler er ufatteligt velbevarede. Det har været diskuteret, om DNA kan udvindes fra disse fossiler. Indtil videre er det ikke lykkedes. Det er denne tanke, der bruges i Michael Crichtons roman Jurassic Park. I den hentes DNA fra et 65 millioner gammelt ravfossil for at genskabe levende dinosaurer.
Af og til dukker dyr op, der var anset som uddøde. De kaldes "levende fossiler". Bedst kendt er den blå fisk (Latimeria chalumnae), samt det lille krybdyr tuataraen og fuglen takahe, begge fra New Zealand.
Fossiler i Danmark kan falde ind under loven om danekræ, dvs. pligten til at aflevere dem til et dansk museum – mod findeløn. Jf. Museumsloven, der rummer bestemmelser om museernes ekspropriationsret for danefæ og danekræ. 

## De ældste spor af liv
I kvarts-lag i det canadiske Nuvvuagittuq Supracrustal Belt i Hudsonbugten er der fundet fossiler af mikroskopiske filamenter og rør dannet af siderofile (dvs. jernelskende) bakterier. Nuvvuagittuq-sedimenterne er dateret til mellem 3,77 og 4,3 milliard år, og dermed er de fossiler de ældste spor af liv på jorden.
I Grønland i Isua grønstensbælte er stromatolit-fossiler de næstældste spor af liv dateret til at være 3,7 milliarder gamle. Tilsvarende 3,48 million år gamle stromatolit-fossiler er fundet i det vestlige Australien.
De ældste fossiler af eukaryote celler er af rødalger på 1,6 milliard år, fundet i det centrale Indien.

## Tidligere teorier
I antikken så de græske lærde rigtigt. De første korrekte beskrivelser af fossiler eller "figurstene", som de blev kaldt, er fra 500-tallet f.Kr., hvor Anaximander, Pythagoras, Xenofanes, Herodot m.fl tolkede de forstenede muslinge- og fiskeaftryk som levn af fortidens dyreverden. At de blev fundet på land, måtte skyldes, at havet tidligere stod højere; fossiler var levn af organismer, som levede under helt andre betingelser end i dag. Horats og Ovid sluttede sig til de ældre grækeres korrekte syn, og Strabon forklarede fossiler i jorden med, at jordbunden "ikke er stabil, men hæver sig nogle gange og sænker sig andre, dermed stiger havet eller synker samtidig med bunden; når det står højt, oversvømmer det landet omkring." Aristoteles forkludrede det hele ved at påstå, at fossiler skyldtes "spontan forplantning" og skabtes ved "tør udånding" fra jordsmonnet. Den påstand overlevede middelalderen. Plinius den Ældre lod sig forlede af gamle legender i sin Naturhistorie.
Andre teorier var, at fossilerne var mislykkede udkast fra Guds hånd, og at han derfor havde smidt dem fra sig. Andre mente, at fossiler var skåret ud af eremitter, som havde søgt tilflugt i huler, mens andre igen påstod, at de blev formet om natten af en mystisk stråling fra stjernerne. Voltaire mente, at skaldyr i Alperne var mad, pilgrimme havde medbragt og smidt fra sig. Mest udbredt var dog teorien om, at fossiler blev formede af en formgivende kraft i naturen, man kaldte vis plastica. Forstenede fisk havde derfor aldrig været levende. Vis plastica var simpelthen en egenskab, Gud havde udstyret materien med.
Johan Woodward (1665-1728), der var professor i fysik ved Gresham College, var derimod overbevist om, at alle fossiler var konkrete rester efter Syndfloden, hvad der gav ham tilnavnet "Syndflodens høje beskytter". Hans teori hed diluvialisme (af diluvium, latin for "oversvømmelse, syndflod"). Woodward mente, at under det voldsomme regnskyl, der varede i fyrre døgn og forvandlede jordskorpen til en slags vælling, var alt levende, der ikke var reddet af Noa, sunket ned i vællingen, hvor resterne lagde sig i horisontale lag efter tyngden – de letteste organismer øverst, de tungeste nederst. Senere jordskælv havde skabt forkastninger og forklarer, hvorfor fossilerne ikke ligger pænt ordnet som et tæppe i samme lag. Woodward tog æren for denne teori og krediterede aldrig sine forgængere som fx Steno. Woodwards samling af fossiler er i dag udstillet i Sedgwick-museet i Cambridge.
En overbevist tilhænger af diluvialismen var Johann Jacob Scheuchzer (1672-1733), der var bylæge i Zürich og professor i matematik. Han var en ivrig samler af fossiler og byttede med andre samlere. Scheuchzer var den, der afkræftede myten om, at krystaller i fjeldene dannes af snekrystaller. Men da der i 1725 blev fundet et fossil i kalkstensbruddene i Öhlingen i nærheden af Zürich, var han overbevist om, at det drejede sig om ryggraden fra et menneske, der havde været vidne til Syndfloden. Han regnede ovenikøbet ud, at vedkommende var druknet i 2306 f.Kr. Hans pamflet Homo diluvii testis (= Menneske vidne til Syndfloden) indeholdt også et koberstik af ryggraden med et kranium, der ikke kunne stamme fra et menneske, men Scheuchzer antog uden videre, at dele af kraniet manglede, og fyldte hullet ud med menneskelige træk. Carl von Linné, der efter Scheuchzers død rejste til Teylers museum  i Haarlem, hvor fossilet var havnet, for at klassificere det til sin udgave af Systema naturae, erklærede efter nogle minutter med et undskyldende smil, at det drejede sig om fossilet af et firben og ikke et menneske. I udgaven af Systema naturae fra 1740 placerede han derfor Homo diluvii testis i hovedklassen for forstenede dyr, i øvrigt sammen med nogle knogler, der skulle stamme fra en enhjørning. I 1811 tog Georges Cuvier et kig på fossilet i Haarlem. Han slog fast, at det drejede sig om en uddød kæmpesalamander fra tertiærtiden, som han kaldte Andrias scheuchzeri til minde om diluvialisten.
Allerede i 1708 havde Scheuchzer udgivet et bemærkelsesværdigt skrift på 36 sider, Piscium Querelae et Vindiciae (= Fiskenes klagemål og oprejsning), hvori menneskene sættes på anklagebænken med fisk som dommere. Fiskenes klagemål fremført af en gedde fra Bodensøen var et krav om, at menneskene skulle indse, at forstenede fisk, altså fossiler, var omkommet i Syndfloden, som menneskene var skyld i, da de fremkaldte Guds vrede: "Vi er fisk, ikke kun opgravede fossiler, men en race som levede før Syndfloden, men bukkede under for den som ofre for andres galskab," erklærede hr. Gedde fra Bodensøen. Pamflettens påstand var, at Syndfloden havde fortyndet saltvandet og forplumret det med slam, så de fisk, der ikke blev reddet af Noa, var omkommet og endt som fossiler.